# Heinrich von Rehnen

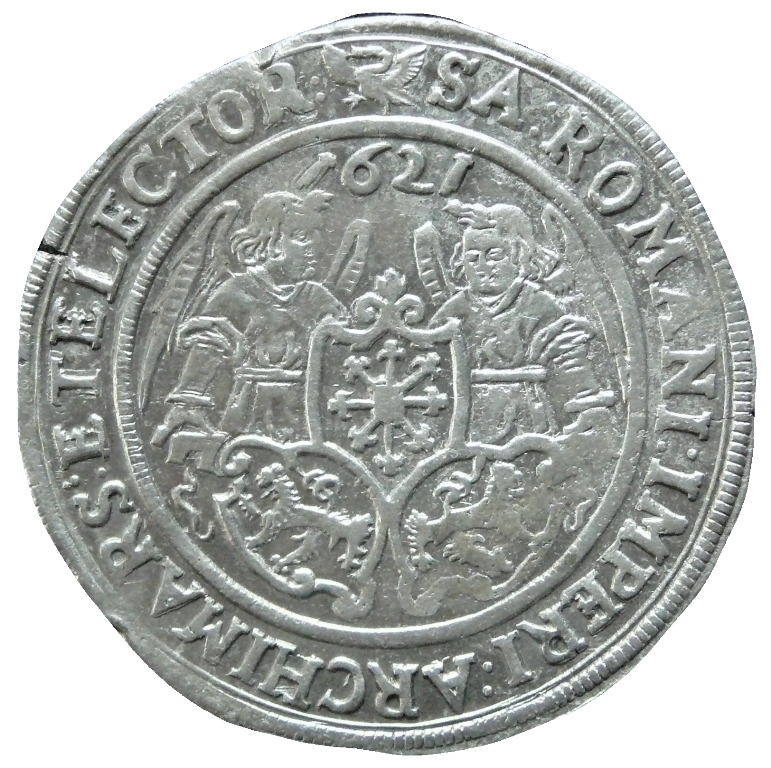
Kippermünze „Dreifacher Engel-Thaler“, oben Heinrich von Rehnens Münzmeisterzeichen auffliegender Schwan

Heinrich von Rehnen (Rehn) (* Grafschaft Oldenburg; † 1633 in Dresden) war ein Münzmeister, der in Dresden und Magdeburg tätig war.

## Leben
Heinrich von Rehnen wurde im September 1584 als Conterfecter am Dresdner Hof verpflichtet. 1597 trat er beim Erzbischof von Magdeburg im Auftrag von Joachim Friedrich Kurfürst von Brandenburg in der Münzstätte Magdeburg in Dienste. 1603 begann er seine Arbeit in der Münzstätte Alt-Kölln, 1605 kam er nach Dresden zurück und wurde Münz- und Stempelmeister der Münzstätte Dresden. Sein Münzmeisterzeichen war HR sowie ein stehender und auffliegender Schwan.  1624 wurde er mit einer Pension aus dem Dienste entlassen.
Er heiratete als erste Ehefrau Justina, († 1601), am 17. November 1602 heiratete er im Schloß Berlin die zweite Ehefrau Mariam (Marie) Osterland (1569–1622), nach deren Tod heiratete er die dritte Ehefrau Margaretha. Er selbst starb im Jahre 1633 in Dresden, seine Ehefrau Margaretha am 15. Mai 1650. Aus der ersten Ehe gingen die Kinder Anna Maria (1589–1663) von Rehnen und Sophia von Rehnen hervor, mit seiner zweiten und dritten Ehefrau blieb die Ehe kinderlos.
Von den Kindern heiratete Anna Maria von Rehnen in erster Ehe 1609 den Kursächs. Bildhauer und Architekten Giovanni Maria Nosseni (1545–1620), in zweiter Ehe im Jahre 1621 den Capitän, Gräflichen Mansfeldischen Hofmeister und Oberwachtmeister Wolf (Wolfgang) Christoph Winckelmann von Mechelgrün (* 1554). Aus dieser Ehe ging die Tochter Anna Helene Winckelmann hervor. Die zweite Tochter Sophia von Rehnen starb 1637 unverheiratet.
Die Familie besaß seit 1587 an der heutigen Landhausstraße in Dresden ein Wohnhaus sowie später das Gut Eckersdorf in Freital.